# 粟屋敏信
粟屋 敏信（あわや としのぶ、1926年〈大正15年〉7月25日 - 2016年〈平成28年〉9月4日）は、日本の政治家。位階は従三位。建設官僚。衆議院議員 (5期)。

## 来歴
広島県出身。旧制広島高等師範学校附属中学校、旧制広島高等学校、東京大学法学部卒業後、旧建設省に入省し、建設事務次官等を歴任。
退官後の1983年（昭和58年）の第37回衆議院議員総選挙では、灘尾弘吉の地盤を継承し旧広島1区から自由民主党公認で立候補したが落選。1986年（昭和61年）の第38回衆議院議員総選挙で初当選。以後5期連続当選。
第40回衆議院議員総選挙は新生党、第41回衆議院議員総選挙は新進党、その後、太陽党、民政党を経て、第42回衆議院議員総選挙は無所属の会から立候補し当選（広島2区）。
衆議院地方行政委員長等を歴任し、2003年（平成15年）に政界から引退する。
2004年11月の秋の叙勲で、旭日重光章を受章する。
2016年9月4日午前10時39分、老衰のため、東京都内の病院で死去した。90歳没。死没日付をもって従三位に叙された。

## 人物
趣味は読書、ゴルフ。

## 家族・親族
粟屋家
- 妻[1]
- 長男[1]
- 二男[1]

親戚
- 北九州マツダの常務や広島国際大学の教授等を歴任した末田紘は又従兄の長男にあたる[5]。